# 1. FC Heidenheim
1. FC Heidenheim 1846 este un club de fotbal din Heidenheim , Germania, care evoluează în Bundesliga.

## Parcursul în cupele europene

### Record în competițiele europene
Actualizat la data de 19 decembrie 2024
| Competiți UEFA         | Competiți UEFA | Competiți UEFA | Competiți UEFA | Competiți UEFA | Competiți UEFA | Competiți UEFA | Competiți UEFA      |
| Competiți              | Pld            | W              | D              | L              | GF             | GA             | Jucătorul sezonului |
| ---------------------- | -------------- | -------------- | -------------- | -------------- | -------------- | -------------- | ------------------- |
| UEFA Conference League | 8              | 5              | 1              | 2              | 12             | 10             | 2024–25             |
| Total                  | 8              | 5              | 1              | 2              | 12             | 10             | N/A                 |

### Meciuri
Toate rezultatele (Acasă și Deplasare) list 1. FC Heidenheim's goal tally first.
| Sezon   | Competiție             | Rundă                 | Oponent             | Acasă | Deplasare | Scor general |
| ------- | ---------------------- | --------------------- | ------------------- | ----- | --------- | ------------ |
| 2024–25 | UEFA Conference League | Play-off              | BK Häcken           | 2–1   | 3–2       | 5–3          |
| 2024–25 | UEFA Conference League | Faza ligii            | Olimpija Ljubljana  | 2–1   | N/A       | Locul 16     |
| 2024–25 | UEFA Conference League | Faza ligii            | Pafos               | N/A   | 1–0       | Locul 16     |
| 2024–25 | UEFA Conference League | Faza ligii            | Heart of Midlothian | N/A   | 2–0       | Locul 16     |
| 2024–25 | UEFA Conference League | Faza ligii            | Chelsea             | 0–2   | N/A       | Locul 16     |
| 2024–25 | UEFA Conference League | Faza ligii            | İstanbul Başakşehir | N/A   | 1–3       | Locul 16     |
| 2024–25 | UEFA Conference League | Faza ligii            | St. Gallen          | 1–1   | N/A       | Locul 16     |
| 2024–25 | UEFA Conference League | Play-off eliminatoriu | Copenhagen          |       |           |              |